# Didymocarpus paucinervius
Didymocarpus paucinervius är en tvåhjärtbladig växtart som beskrevs av Charles Baron Clarke. Didymocarpus paucinervius ingår i släktet Didymocarpus och familjen Gesneriaceae. Inga underarter finns listade i Catalogue of Life.